# 龙潭水库 (谷城)
龙潭水库是中国湖北省襄阳市谷城县境内的一座水库，位于汉江支流响水沟中游，建于1972年。水库正常库容为1350万立方米，集雨面积为19平方千米，海拔为196.57米。